# John Frederick Norman Green
John Frederick Norman Green (26 juin 1873 - 11 décembre 1949)  est un géologue anglais qui remporte la prestigieuse médaille Lyell en 1925 et est président de la Société géologique de Londres entre 1934 et 1936.
Il est né à Stibbard, Norfolk, Angleterre, fils du Rév. William Frederick Green et Florence Agnès (Coles) Green  de East Budleigh, Devon. Il fait ses études au Bradfield College et à l'Emmanuel College de Cambridge . Il meurt à Bournemouth en 1949.

## Ouvrages publiés
- L'ancienne succession paléozoïque de l'estuaire de Duddon (Londres, 1913)
- Note sur la corrélation des ardoises d'Ingleton (Londres, 1917)
- La vulnérabilité du Lake District (Londres, 1919)
- La structure géologique du Lake District (Londres, 1920)

### Articles de journaux
- "Les terrasses de l'Angleterre la plus méridionale", Actes de la QJ Geological Society of London, 92 (1936)
- "L'âge des plages surélevées du sud de la Grande-Bretagne", Actes de l'Association géologique, 54 (1943)
- "Les terrasses de Bournemouth, Hants", Actes de l'Association géologique, 57 (1946)
- "Certains graviers et gravières dans le Hampshire et le Dorset", Actes de l'Association géologique, 58 (1947)
- "La brèche de Redcliff, Wareham", Actes de la Bournemouth Natural Science Society, 3 (1949)